# George Biddle
George Biddle, né le 24 janvier 1885 à Philadelphie et mort en 1973, est un peintre et lithographe américain.

## Biographie
George Biddle naît le 24 janvier 1885 à Philadelphie.
Il se forme à l'Académie des Beaux-Arts de Pennsylvanie, ainsi qu'à Paris et à Munich.
À partir de 1919, il expose aux États-Unis, en Europe, au Japon et en Inde. À Paris, au Salon d'Automne de 1923 et 1924, il présente une sculpture : Tête, et des tissus imprimés. Il est alors reconnu comme un peintre et un sculpteur spécialisé dans les thèmes et les techniques du folklore noir.
George Biddle meurt en 1973.